# 小女花不弃
《小女花不弃》（英語：I Will Never Let You Go），2019年中国大陆架空历史古装剧。本剧改编自桩桩的同名小说，由林依晨、张彬彬领衔主演，該劇於2019年1月8日在浙江衛視中國藍周播劇場首播，並在愛奇藝、騰訊視頻、優酷、PP視頻同步播出，8月5日在中視主頻、中天娛樂台播出。

## 劇情簡介
「當朝五世而亡，得碧羅天寶藏者得天下，後啟聖物，祭聖女歸天，寶藏將永決於世間，至此，天下太平。」。因為這句坊間傳言，「聖女」花不棄是唯一能打開寶藏的關鍵所在，因此被多方勢力覬覦。花不棄從小就跟著想保護自己故而隱姓埋名實為朱家少爺的九叔顛沛流離受盡苦難，後遇見了自己一直傾心的大俠蓮衣客，卻沒想到蓮衣客是一心想造反奪帝的七王爺獨子陳煜（本以為是親兄妹無法有情人成眷屬）。因此花不棄和陳煜的感情之路坎坷曲折。花不棄九死一生逃回江南，卻發現她早已經和東方炻有了婚約。東方炻的外公也想利用花不棄得到寶藏並得天下，可東方炻真心愛上了花不棄，不想花不棄受到傷害。多方權勢與爭奪下，風波與紛爭不斷……

## 播出时间
| 频道                        | 所在地                                                                             | 播映日期      | 播出时间                                               | 备注                                                                    |
| --------------------------- | ---------------------------------------------------------------------------------- | ------------- | ------------------------------------------------------ | ----------------------------------------------------------------------- |
| 浙江卫视                    | 中国大陆                                                                           | 2019年1月8日  | 星期二至四 22:00－23:30（兩集聯播）                    |                                                                         |
| 腾讯视频 优酷 爱奇艺 PP視頻 | 中国大陆                                                                           | 2019年1月8日  | VIP星期二22:00更新當週并多看6集 非VIP同步衛視24:00更新 |                                                                         |
| 愛奇藝台灣站                | 臺灣                                                                               | 2019年1月8日  | VIP星期二22:00更新當週并多看6集 非VIP同步衛視24:00更新 |                                                                         |
| 中視主頻                    | 臺灣                                                                               | 2019年8月5日  | 星期一至五21:00-22:00 (20:00為重播上一集，21:00為首播) |                                                                         |
| 中天娛樂台                  | 臺灣                                                                               | 2019年8月5日  | 星期一至五23:00-24:00 (22:00為重播上一集，23:00為首播) |                                                                         |
| Astro双星 Astro双星HD       | 马来西亚                                                                           | 2019年1月9日  | 星期一至五 17:00-18:00                                 | Astro旗下VOD服務On Demand， 已於首集播出後， 將與中國同步提供最新劇集。 |
| 衛視中文台                  | 新加坡 · 泰國 · 菲律賓 · 柬埔寨 · 緬甸 · 印度尼西亞 · 英国 · 沙烏地阿拉伯 · 阿联酋 | 2019年1月28日 | 星期一至五 20:00-21:00                                 | 只限個別地區                                                            |
| 新传媒8频道                 | 新加坡                                                                             | 2019年5月30日 | 星期一至五 23:00-00:00                                 |                                                                         |
| BS12 TwellV                 | 日本                                                                               | 2020年9月24日 | 星期一至五 17:00-18:00 （UTC+9）                       | 劇名：                                                                  |

## 預言
「当朝五世而亡，得碧罗天宝藏者得天下，后启圣物，祭圣女归天可得宝藏」。

## 演员列表

### 主要演员
| 演員                    | 角色                      | 介紹 |
| 林依晨 （童年：裴佳欣） | 花不棄/朱珠               | 小乞丐→藥靈莊丫鬟→藥靈莊五小姐→莫府二小姐→朱府孫小姐 莫百行和薛菲的女兒。真實身份是碧羅天聖女，因要避開想得到寶藏的人，故九叔帶著她一起隱姓埋名，乞討過日子，受盡顛沛流離的生活。初被誤以為七王爺私生女，讓花不棄受到别人利用與追杀，被莫若菲带回莫府并成为莫若菲之妹，被莫夫人下毒，後以假死方法被帶回江南朱府恢復真正身份朱珠，解開了身世之謎。和東方炻有婚約在身，被稱為朱丫頭（東方炻專稱）。從小就有經商的好頭腦，因為苦慣了，喜歡金錢與金葉子，被莫若菲戲稱小財迷。仰慕蓮衣客，在蓮衣客多次解救後愛上他。最後被蕭九鳳重傷，雖失去陳煜，但後來還是以蓮衣客名號闖蕩，讓名號一直傳下去，意外發現蓮衣客沒死，兩人重逢終於可以好好的在一起了。          |
| 张彬彬                  | 陳煜/蓮衣客/長卿/東平郡王 | 信親王世子→東平郡王 七王爺獨長子，同時也是蓮衣客。表面上討厭花不棄的王府私生女身份並處處刁難她，私底下化身蓮衣客多次解救花不棄，之後更漸漸愛上她，卻因誤以為花不棄是自己同父異母的妹妹而十分掙扎。知道花不棄死訊後非常痛心，在花不棄墳前發現了她在兔兒燈留下的訊息，得知兩人並沒有血緣關係。在七王爺死後，受皇上所託，表面上被貶至東平郡，實則暗中調查明月山莊，後被白漸飛陷害而以謀反罪入關押，以朱老太爺性命向皇上提出假意投降東方炻，實際上是去當細作，假裝勸降舅舅常寬後，與常寬趁瘟疫時突襲東方炻軍隊，後為救花不棄，被蕭九鳳重傷，但卻以最後力量將其扔進古井，雖說被重傷的花不棄拉住，卻還是鬆開放手，掉進古井，然而沒有掉進深淵，最終還是見面了。 |
| 林柏宏                  | 东方炻/誠王長孫           | 蕭九鳳的外孫，少年神醫，實為誠王後代。表面上看似玩世不恭、心高氣傲，心中有著很多的計謀，但實際上卻過得很壓抑，他承擔著整個家族的命運。從小和花不棄有婚約在身，一開始本想利用花不棄得到寶藏，在相處的過程中愛上了她，得知要得到寶藏需以聖女祭天後打消寶藏的念頭，希望以自己實力打下江山，並且為了保護她和家族相互針對，最後為了花不棄，而被外祖父蕭九鳳誤殺。 |
| 邢恩                    | 莫若菲/憶山               | 花不棄同父異母姐姐，與雲琅是表親，京城四大家族之一莫家的大少爺，亦叫憶山，與青妍有著說不清的情愫，後被青妍刺傷毒殺，因早就懷疑青妍為臥底，遂逆轉經脈防護後裝成重傷。其實莫若菲本是女子，只因為莫百行想要個男孩，所以莫夫人將他視為男子扶養。莫府被抄家後，投入東方炻軍中，因帶回花不棄而成為千夫長。最後因一心想殺了皇帝報滅家之仇而幫助蕭九鳳帶走花不棄，因阻擋東方炻救花不棄而被東方炻刺殺。 |

### 信王府
| 演員   | 角色   | 介紹 |
| 黄勐   | 七王爷 | 信王，傳言得碧羅天寶藏者，得天下，所以一直希望能找到碧羅天聖女。因得知薛菲為聖女，聖女是一脈相傳，故謊稱花不棄為自己的私生女，實際上是想把花不棄祭天以便得到碧羅天寶藏。最後死於柳明月的金針療法。死前告知陳煜碧羅天寶藏一事，希望他能找到寶藏，完成自己未完成的皇位爭奪。 |
| 张渟婷 | 甘妃   | 王府妃子、王爺愛妃，和世子不合。 |
| 李昂   | 阿福   | 七王爺之心腹，教導陳煜武藝的師傅，原為碧羅天族人，因妹妹被皇上拘留，故成為皇上安排在七王爺身邊的眼線，與妹妹找到碧羅天入口之後被蕭九鳳打成重傷，後被陳煜救走，把地圖跟聖物交給陳煜後自殺。                                                                                 |

### 藥靈莊
| 演員   | 角色   | 介紹 |
| 钱志   | 林滿堂 | 藥靈莊莊主。因把花不棄交给莫若菲而被明月山莊的柳青芜殺死。 |
| 高凯元 | 林玉泉 | 藥靈莊少爺。被萧九凤喂下了毒药而被逼在莫府当卧底。為了保護妹妹，被黑鳳的劍刺中而死。 |
| 林子晴 | 林丹沙 | 藥靈莊四小姐。被萧九凤喂下了毒药而被逼在莫府当卧底。喜歡雲琅，利用花不棄假死秘密逼迫雲琅娶她。後轉為背叛東方家，不料卻被黑鳳發現，相互刺死，在哥哥與雲琅被黑鳳刺死後憤怒了補了一棒，但是黑鳳利用雲琅的刀又往內刺深，一箭雙鵰刺死了。 |

### 明月山莊
| 演員   | 角色          | 介紹 |
| 包彦希 | 柳明月        | 明月山莊莊主，實際上是薛家的私生女，因母親是奴婢，幼年時飽受委屈，妒恨薛菲，並且殺害了青蕪與青妍的父母，屢次唆使徒弟刺殺花不棄。又因莫夫人差人火燒薛家莊，對付莫府欲報殺母之仇。喜歡蕭九鳳，為保護他中箭受重傷，最終死在青妍的劍下。 |
| 張岩   | 蕭九鳳/神秘人 | 明月山莊主上，實際的掌權人，亦為鬼谷的主人，東方炻的外祖父，為了得到碧羅天寶藏，而讓東方炻與朱家小姐訂下婚約。爭執時不小心害死東方炻，後被陳煜丟入井中而死。 |
| 黄心娣 | 柳青蕪/柳青妍 | 明月山莊大小姐與二小姐(雙胞胎)，兩人都想爭奪明月山莊莊主之位，實為薛家後代，柳明月殺死薛家莊莊主，之後將兩人帶回明月山莊撫養。在花燈節上，青蕪在明月山莊的花船上跳舞，跳的是薛菲自編排的舞蹈，目的為使七王爺病情加重。柳青蕪刺殺花不棄失敗後逃離明月山莊，後與陳煜世子合作對付明月山莊並漸漸喜歡上陳煜，後為了權力，而成為皇上的嬪妃-青妃，後從青妍口中得知身世並和妹妹和好； 青妍在莫府中當臥底丫鬟欲刺殺莫若菲，卻因受莫若菲照顧而喜歡上莫若菲，從莫若菲口中得知柳明月竟是殺害自己父母的兇手，在柳明月重傷之際殺了她，最後和姊姊青蕪和好 |
| 郭佳伊 | 黑鳳          | 原為明月山莊主上的手下，後轉為東方炻的手下，相當忠心。為了保護東方家，發現林丹沙與雲琅背叛東方炻大打出手，自己被雲琅的刀刺死，自己的劍也刺死了雲琅。 |
| 李坤   | 黑雁          | 柳明月貼身護衛，喜歡柳明月，後去刺殺花不棄但沒成功，被東方炻發現自刎死了。 |

### 莫府
| 演員   | 角色   | 介紹 |
| 季節   | 莫百行 | 莫若菲、花不棄父親。喜歡薛菲，因酒後亂性讓薛菲有孕，而後莫夫人下毒害了薛菲，以致相思成疾不肯服藥而逝。 |
| 胡彩虹 | 莫夫人 | 莫若菲母親、莫百行髮妻，出身飛雲堡。雲清揚之妹、雲琅的親姑姑。表面上是花不棄的乾娘，私底下憎恨薛菲和花不棄，曾命莫伯燒了薛家莊並下毒毒害薛菲，而後花不棄入莫府，也同樣命莫伯暗中對花不棄下毒，聯手莫伯逼花不棄喝下有毒的銀耳羹。皇帝下令抄家莫府，與莫若菲逃入密室，後中箭而亡。 |
| 张志伟 | 莫伯   | 莫府總管。遵照莫夫人的命令暗中對花不棄下毒。皇帝下令抄家莫府，為了幫助莫夫人逃走被箭射中而亡。 |
| 吴逸迦 | 劍聲   | 莫若菲的侍衛。皇帝下令抄家莫府，為了幫助莫若菲跟朱珠逃出密室，被箭射中而亡。 |
| 王馨平 | 秀春   | 花不棄在莫府的貼身丫鬟。 |

### 飛雲堡
| 演員   | 角色   | 介紹 |
| 陈致   | 雲清揚 | 飛雲堡堡主、雲琅之父、莫夫人之兄長。被蕭九鳳說服而與其同盟，成為叛軍。 |
| 孙祖君 | 雲琅   | 京城四大家族之一飛雲堡少主。一开始被誤認為药灵庄的小贼，因当时受重伤捉花不弃替他包紮，被花不弃认为他是杀阿黄的凶手。之后在莫府慢慢爱上花不弃。並協助小蝦讓花不棄假死離開莫府回到江南朱府。後與林丹沙同行尋找花不棄，在江南再次與花不棄重逢。因飛雲堡堡主被蕭九鳳說服而與其同盟，成為叛軍，後轉為背叛東方家，不料卻被黑鳳發現，相互刺死。 |

### 江南朱府
| 演員   | 角色            | 介紹 |
| 鍾夫翔 | 朱八爺/朱老太爺 | 朱九華與薛菲之父、花不棄之外祖父，為了不讓女兒薛菲嫁給神秘人，把女兒交給好友江北薛家莊莊主撫養，並每年前往探望。相當的喜歡孫女花不棄，與皇帝合作讓陳煜假降東方家，買通劊子手，以詐死騙過東方家。 |
| 張皓承 | 朱九華/朱華     | 朱八爺之子、薛菲之兄、花不棄的親舅舅，化名為九叔，與花不棄裝扮乞丐相依為命，後被明月山莊追殺，為保護花不棄而身亡。實為四大家族之一江南朱府九代獨子九少爺。 |
| 张馨予 | 薛菲            | 朱老太爺之女、朱九華之妹、花不棄生母，上一代碧羅天聖女。有雙明亮透徹的眼睛，花不棄也相同擁有這樣的眼睛，薛菲當時為躲避與神秘人的婚約被送到薛家莊撫養長大，被朱九華託付給好友莫百行照顧，卻被莫百行酒後亂性強行占有，便有了身孕，暫居莫府期間遭莫夫人妒忌長期暗中下毒。薛家莊被燒毀時與朱九華一同逃出，躲避追殺中在破廟生下花不棄後毒發身亡。 |
| 張歡   | 朱福            | 朱府總管。跟隨朱九華到京城做生意，在南下坊興源當鋪做掌櫃，得悉花不棄身份後與朱壽及小蝦等人把花不棄帶回朱府。 |
| 彭渤   | 小蝦            | 混入莫府成為丫鬟協助花不棄假死並帶回朱府，後成為花不棄的保鑣。皇帝為了引誘叛軍，找人假扮花不棄，為了救主而中箭身亡。和元崇有感情线，臨終前不忘要元崇繼續保護花不棄小姐。 |
| 劉鑫   | 朱壽            | 朱府總管，胖胖的很可愛還很會賭博，對花不棄很好。 |
| 趙作山 | 朱七爺/朱七華   | 朱八爺之父，當年與神秘人簽下婚約。 |

### 其他演员
| 演員   | 角色   | 介紹 |
| 宋文作 | 白渐飞 | 陳煜好友，後反目，當朝御史長子，身受聖恩封為秘密監察史。自身自卑，進而向皇上告發陳煜為蓮衣客和江南朱府孫小姐為花不棄，表面上溫文儒雅，內心卻是非常陰險，為了升官出賣朋友。後看戰況不利又改投靠東方炻，洩漏軍情給東方炻，最後通敵叛國遭判斬刑。 |
| 肖向飞 | 元崇   | 陳煜好友，京城守備府公子，知道陳煜是蓮衣客，對小蝦一見鍾情。最後為了阻擋蕭九鳳帶花不棄走被蕭九鳳重傷致死，也算是為未過門的媳婦有個交代。 |
| 王若麟 | 皇上   | 扣押阿福的妹妹,讓阿福在七王爺做眼線 |

## 电视原声带
| 曲序 | 曲目               |                  | 作曲             | 编曲         | 演唱   |
| ---- | ------------------ | ---------------- | ---------------- | ------------ | ------ |
| 1.   | 桃花笑（片头曲）   | 青萝子           | 西门振           | 馬洪波       | 汪睿   |
| 2.   | 白衣少年（片尾曲） | 许诗茵、秦瑜     | 许诗茵           | 李懋揚、徐一 | 许诗茵 |
| 3.   | 像风一样（插曲）   | 薛之谦           | 薛之谦           | 張寶宇、鄭偉 | 薛之谦 |
| 4.   | 半壶纱（插曲）     | 刘珂矣、百慕三石 | 刘珂矣、百慕三石 | 百慕三石     | 刘珂矣 |

### 台灣
中天娛樂台
| 曲序 | 曲目             |                                         | 编曲                            | 演唱者 |
| ---- | ---------------- | --------------------------------------- | ------------------------------- | ------ |
| 1.   | 啦啦啦（片頭曲） | 習譜予、Samantha DeRosa、Dan Whittemore | Samantha DeRosa、Dan Whittemore | 習譜予 |
| 2.   | 人累（片尾曲）   | 張簡君偉                                | 張簡君偉                        | 習譜予 |

## 收視率
| 中国 浙江卫视 首播收视率 |               |             |             |             |           |           |           |           |           |           |                                                                   |
| 集數                     | 播出日期      | CSM55城市网 | CSM55城市网 | CSM55城市网 | CSM全国网 | CSM全国网 | CSM全国网 | CSM16省网 | CSM16省网 | CSM16省网 | 備註                                                              |
| 集數                     | 播出日期      | 收視率      | 收視份額    | 排名        | 收視率    | 收視份額  | 排名      | 收視率    | 收視份額  | 排名      | 備註                                                              |
| 1-2                      | 2019年1月8日  | 0.535       | 3.688       | 7           | 0.16      | 1.85      | 21        | 0.197     | 2.199     | 11        |                                                                   |
| 3-4                      | 2019年1月9日  | 0.481       | 3.363       | 10          | 0.28      | 2.35      | 9         | 0.21      | 2.363     | 11        | CCTV-8《姥姥的餃子館》完結 55城不含電影收視率排名第8              |
| 5-6                      | 2019年1月10日 | 0.706       | 4.931       | 5           | 0.26      | 3.02      | 12        | 0.283     | 3.268     | 8         | CCTV-8《星火云雾街》開播                                          |
| 7-8                      | 2019年1月15日 | 0.667       | 4.446       | 8           | 0.2       | 2.17      | 17        | 0.288     | 3.112     | 9         |                                                                   |
| 9                        | 2019年1月16日 | 0.69        | 3.697       | 7           | 0.28      | 1.8       | 15        | 暫缺      | 暫缺      | 暫缺      | 江蘇周播劇場恢復，《如懿傳》開播                                  |
| 10-11                    | 2019年1月17日 | 0.718       | 4.871       | 7           | 0.25      | 2.82      | 13        | 暫缺      | 暫缺      | 暫缺      |                                                                   |
| 12-13                    | 2019年1月22日 | 0.699       | 4.368       | 9           | 0.28      | 2.89      | 12        | 暫缺      | 暫缺      | 暫缺      |                                                                   |
| 14-15                    | 2019年1月23日 | 0.797       | 5.2         | 6           | 0.29      | 3.07      | 13        | 暫缺      | 暫缺      | 暫缺      |                                                                   |
| 16-17                    | 2019年1月24日 | 0.851       | 5.339       | 5           | 0.26      | 2.58      | 14        | 暫缺      | 暫缺      | 暫缺      | 湖南《火王之千里同風》完結 江蘇《如懿傳》停播，同時段改播綜藝節目 |
| 不適用                   | 2019年1月28日 | 不適用      | 不適用      | 不適用      | 不適用    | 不適用    | 不適用    | 不適用    | 不適用    | 不適用    | 湖南《招搖》開播                                                  |
| 18-19                    | 2019年1月29日 | 0.702       | 4.229       | 5           | 0.31      | 2.79      | 9         | 0.317     | 2.856     | 5         |                                                                   |
| 20-21                    | 2019年1月30日 | 0.746       | 4.6         | 8           | 0.31      | 2.92      | 11        | 0.312     | 2.983     | 8         |                                                                   |
| 22-23                    | 2019年1月31日 | 0.902       | 5.446       | 4           | 0.37      | 3.24      | 10        | 0.375     | 3.266     | 6         | CCTV-8《上将洪学智》完結，《暖暖的幸福》同日開播                  |
| 24-25                    | 2019年2月5日  | 0.589       | 3.31        | 2           | 0.36      | 2.22      | 3         | 0.341     | 2.159     | 4         |                                                                   |
| 26-27                    | 2019年2月6日  | 0.711       | 4.315       | 2           | 0.33      | 2.26      | 6         | 暫缺      | 暫缺      | 暫缺      |                                                                   |
| 28-29                    | 2019年2月12日 | 0.642       | 3.926       | 8           | 0.21      | 1.94      | 17        | 0.265     | 2.379     | 11        | CCTV-8《暖暖的幸福》完結，《刘家媳妇》同日開播                    |
| 30-31                    | 2019年2月13日 | 0.463       | 3.561       | 9           | 0.22      | 1.94      | 15        | 0.241     | 2.258     | 10        |                                                                   |
| 32-33                    | 2019年2月14日 | 0.754       | 4.532       | 4           | 0.33      | 2.9       | 7         | 0.368     | 3.201     | 5         |                                                                   |
| 34-35                    | 2019年2月19日 | 0.635       | 3.425       | 6           | 0.26      | 1.63      | 10        | 0.31      | 1.955     | 5         |                                                                   |
| 36-37                    | 2019年2月20日 | 0.615       | 3.983       | 8           | 0.2       | 1.96      | 15        | 0.235     | 0.743     | 10        |                                                                   |
| 38-39                    | 2019年2月21日 | 0.808       | 5.282       | 6           | 0.25      | 2.62      | 12        | 0.295     | 3.005     | 8         |                                                                   |
| 不適用                   | 2019年2月25日 | 不適用      | 不適用      | 不適用      | 不適用    | 不適用    | 不適用    | 不適用    | 不適用    | 不適用    | CCTV-8《刘家媳妇》完結                                            |
| 40-41                    | 2019年2月26日 | 0.578       | 4.077       | 8           | 0.18      | 2.09      | 19        | 0.209     | 2.296     | 13        | CCTV-8《最美的青春》三輪開播                                      |
| 42-43                    | 2019年2月27日 | 0.605       | 4.268       | 8           | 0.19      | 2.26      | 17        | 0.208     | 2.396     | 13        |                                                                   |
| 44-45                    | 2019年2月28日 | 0.659       | 4.582       | 7           | 0.21      | 2.38      | 14        | 0.347     | 2.739     | 5         |                                                                   |
| 46-47                    | 2019年3月5日  | 0.764       | 5.236       | 7           | 0.19      | 2.17      | 19        | 0.205     | 2.301     | 12        |                                                                   |
| 48-49                    | 2019年3月6日  | 0.731       | 5.192       | 7           | 0.22      | 2.59      | 16        | 0.238     | 2.794     | 13        |                                                                   |
| 50-51                    | 2019年3月7日  | 0.958       | 6.728       | 5           | 0.25      | 2.96      | 13        | 暫缺      | 暫缺      | 暫缺      |                                                                   |
| 平均收視                 | 平均收視      | 0.697       | 4.468       | 不適用      |           |           | 不適用    |           |           | 不適用    |                                                                   |

1. 同时段或交叉时段主要节目：
  - CCTV-8：《姥姥的餃子館》／《星火云雾街》／《上将洪学智》／《暖暖的幸福》／《刘家媳妇》／《最美的青春》
  - 湖南：《火王》／《招搖》
  - 江蘇：《如懿傳》
2. 数据由广视索福瑞提供，调查范围为四岁以上之观众。
3. 以上收视排名包括央视在内。CSM16省网排名不含央视
4. 收視最低的集數以藍色表示，收視最高的集數以紅色表示
5. 资料来源：卫视这些事儿、TV未知数、卫视走光了、数据狮

## 電視節目的變遷
| 中国大陆 浙江卫视 中國藍周播剧场 · 1月16日 22:00－22:50 · 2月7日 暫停播映                                                      | 中国大陆 浙江卫视 中國藍周播剧场 · 1月16日 22:00－22:50 · 2月7日 暫停播映 | 中国大陆 浙江卫视 中國藍周播剧场 · 1月16日 22:00－22:50 · 2月7日 暫停播映 |
| --- | ------------------------------------------------------------------------- | ------------------------------------------------------------------------- |
| | 小女花不棄 （2019年1月8日－2019年3月7日）                                 |                                                                           |
| 特种兵之深入敌后 （2018年11月26日－2018年12月28日）                                                                            | 重耳传奇 （2019年3月12日－2019年5月30日）                                 |                                                                           |
| 马来西亚 Astro双星、Astro双星HD 星期一至五 17:00 - 18:00                                                                       |                                                                           |                                                                           |
| 二分之一美少年（重播） （星期一至日） （2018年12月13日－2019年1月4日）深夜食堂（重播） （星期六及日） （2019年1月5日－2019年） | 小女花不弃 （2019年1月9日－2019年3月19日）                                | 致我们单纯的小美好 （2019年3月20日-2019年）                               |
| 新加坡 新传媒8频道 星期一至五 23:00 - 00:00                                                                                    |                                                                           |                                                                           |
| 醉玲珑 （2019年3月13日－2019年5月29日）                                                                                        | 小女花不弃 （2019年5月30日－2019年8月8日）                                | 烈火如歌 （2019年8月9日－2019年10月21日）                                 |
| 臺灣 中視主頻 星期一至五 21:00 - 22:00                                                                                         |                                                                           |                                                                           |
| 扶搖 （2019年5月6日－2019年8月2日）                                                                                            | 小女花不弃 （2019年8月5日－2019年10月14日）                               | 獨孤皇后 （2019年10月15日－2019年12月23日）                               |
| 臺灣 中天娛樂台 星期一至五 23:00 - 00:00                                                                                       |                                                                           |                                                                           |
| 扶搖 （2019年5月6日－2019年8月2日）                                                                                            | 小女花不弃 （2019年8月5日－2019年10月14日）                               | 獨孤皇后 （2019年10月15日－2019年12月23日）                               |